# Johannes Döparens katolska kyrka
Johannes Döparens kyrka är en romersk-katolsk kyrkobyggnad i Landskrona i Skåne. Den tillhör Johannes Döparens katolska församling i Stockholms katolska stift.

## Historia
Kyrkobyggnaden uppfördes av Metodistförsamlingen under år 1905. Den hette då Betelkyrkan och stilen var nygotisk. År 1994 lade de ner sin verksamhet i Landskrona. Kyrkan inköptes då av den katolska församlingen och genomgick en större ombyggnad och renovering. Det blev åter en Johannes Döparens kyrka i Landskrona när den invigdes den 10 mars 1995. Från medeltiden och fram till 1700-talet hade det funnits en Johannis Baptistas kyrka. Invigningen 1995 förrättades av biskop Hubertus Brandenburg.
År 2006 utfördes en större invändig renovering och kyrkorummet fick sitt nuvarande utseende.

## Inventarier
- Det finns 14 målningar av konstnären Erik Olson från Halmstadgruppen.
- Koret har vid sidan av krucifixet en Mariaskulptur med Jesusbarnet och församlingens och Landskrona Stads skyddspatron Johannes Döparen som skulptur.